# Голещихин, Пётр Еремеевич
Пётр Еремеевич Голещихин — советский хозяйственный, государственный и политический деятель.

## Биография
Родился в 1905 году в Каргасоке Томской губернии. Член ВКП(б) с 1930 года.
С 1919 года — на хозяйственной, общественной и политической работе. В 1919—1943 годах — батрак, в Рабоче-Крестьянской Красной Армии, в колхозе, инспектор милиции, председатель Подъельничного сельского совета Каргасокского района Нарымского округа, участник Великой Отечественной войны в составе 370-й томской стрелковой дивизии.
Избирался депутатом Верховного Совета СССР 1-го созыва.
Погиб в бою в 1943 году.